# Thraniini
Los thraniinos (Thraniini) son una tribu de coleópteros crisomeloideos de la familia Cerambycidae.

## Géneros
Tiene los siguientes géneros:
- Psebena Gahan in Shelford, 1902
- Thranius Pascoe, 1859